# KWPN

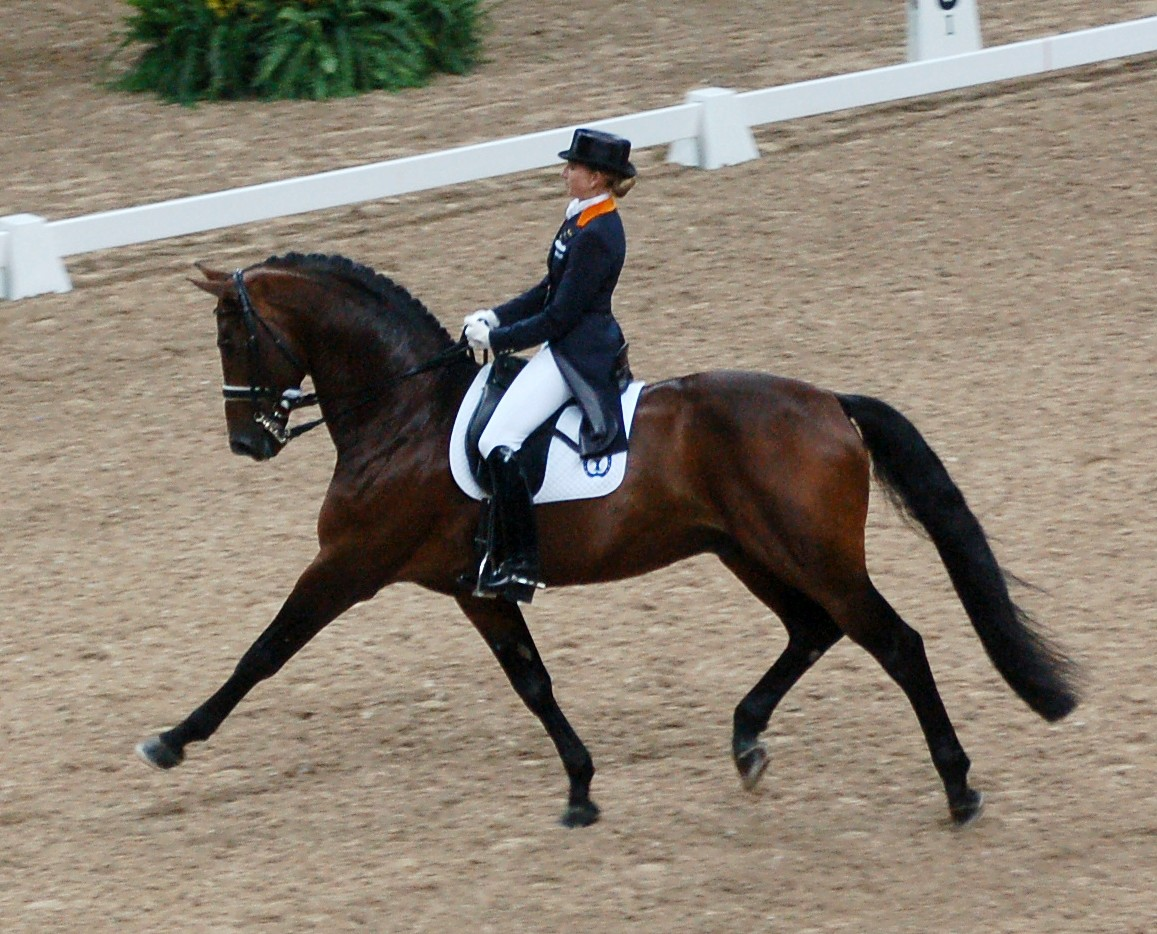

KWPN (Koninklijk Warmbloed Paardenstamboek Nederland – Registrul regal al cailor cu sânge cald din Țările de Jos) sau calul cu sânge cald olandez sau calul pursânge olandez sau calul de sport olandez este o rasă de cai cu sânge cald înregistrată în registrul genealogic din Țările de Jos, care reglementează creșterea cailor pentru dresaj și obstacole, precum și a cailor de tracțiune pentru show-uri și gelderlanderi. Prăsiți pe baza unui program care a început în anii 1960, olandezii sunt unii dintre cei mai de succes cai de competiție dezvoltați în Europa postbelică.

## Istorie
Înainte de al Doilea Război Mondial existau două tipuri de cai utilitari în Țările de Jos: gelderlanderi crescuți în sud în conformitate cu Registrul Cailor Gelderlander (1925) și groningen crescuți în nord sub NWP (1943). Groningen a fost, și este încă, un cal cu sânge cald, foarte asemănător cu alt-oldenburger și cu frizonul de est. Gelderlander era o rasă mai elegantă, servind adesea ca un cal de trăsură, precum și ca un cal de tracțiune util. În timp ce groningenii erau aproape fără excepție negri, bruni sau murgi, gelderlanderii erau mai des roibi cu semne albe. Aceste două registre au fuzionat pentru a forma Registrul regal al cailor cu sânge cald din Țările de Jos (KWPN).
După cel de-al Doilea Război Mondial gelderlanderii și groningenii au fost înlocuiți cu tractoare și mașini, iar caii au început să devină mai degrabă un lux decât o necesitate. Încă din anii 1950 armăsari precum selle francais L'Invasion și holsteinerul Normann au fost importați pentru a încuraja schimbarea cailor neerlandezi, urmați curând după aceea de holsteinerul Amor și hanoverianul Eclatant. Caii de trăsură au contribuit cu partea lor frontală activă și puternică, precum și cu firea lor blândă la KWPN.
Astăzi KWPN cuprinde patru secțiuni: gelderlanderi, Tuigpaard sau Calul de Trăsură Neerlandez și cai de călărie crescuți fie pentru dresaj, fie pentru obstacole.

## Caracteristici

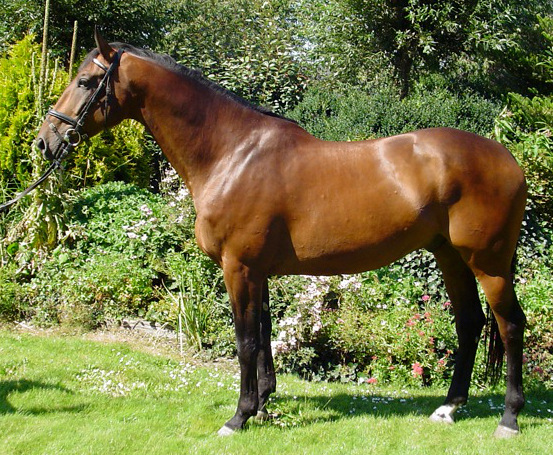
Sânge cald olandez

Legea neerlandeză a făcut înfierarea ilegală, așa că astăzi doar cei mai bătrâni KWPN din Țările de Jos poartă încă dangaua cu un leu pe șoldul stâng. În schimb, caii sunt microcipați. Însă KWPN din America de Nord încă pot fi dăngăluiți. Pentru a deveni cal de reproducție, iepele trebuie să aibă cel puțin 15,2 palme (157 cm) la greabăn și armăsarii cel puțin 15,3 palme (160 cm). Nu există o limită superioară de înălțime, deși caii prea înalți nu sunt practici pentru sport și nu sunt de dorit.
Majoritatea KWPN sunt negri, bruni, murgi, roibi sau suri, iar semnele albe sunt obișnuite. Populația are, de asemenea, un număr oarecare de cai tobiano prin influența armăsarului aprobat Samber, deși un al doilea armăsar tobiano nu a fost aprobat de atunci.
Obiectivele de creștere cer ca caii de dresaj și obstacole să fie buni pentru sportul la nivel de Grand Prix, în timp ce caii hunter și caii de trăsură ar trebui să fie capabili să performeze la cel mai înalt nivel în sportul lor. Procedurile stricte de selecție asigură că armăsarii și iepele cu fire proastă nu vor continua să producă cai necontrolabili, cu toate acestea, sângele cald olandez este semnificativ mai sensibil decât strămoșii săi gelderlander și groningen. Rezultatele testelor de performanță permit crescătorilor și cumpărătorilor să identifice caii cu temperamente potrivite pentru amatori. Toți KWPN sunt selectați pentru a fi ușor de îngrijit și călărit. Pentru caii de dresaj cooperarea este primordială ca element de supunere necesară în acest sport. Caii de spectaco de curaj și reflexivitate pentru a naviga eficient pe un curs. 
De la începutul mileniului crescătorii neerlandezi de KWPN au trecut de la creșterea unui „cal de călărie” la o specializare mai profundă în cai de dresaj și de obstacole. Rațiunea pentru alegerea unei specializări este corelația genetică negativă dintre talentul pentru dresaj și cel pentru obstacole. Prin împărțirea întregii populații în două subpopulații, se poate realiza un progres genetic mai rapid la ambele trăsături în comparație cu selecția simultană în întreaga populație.

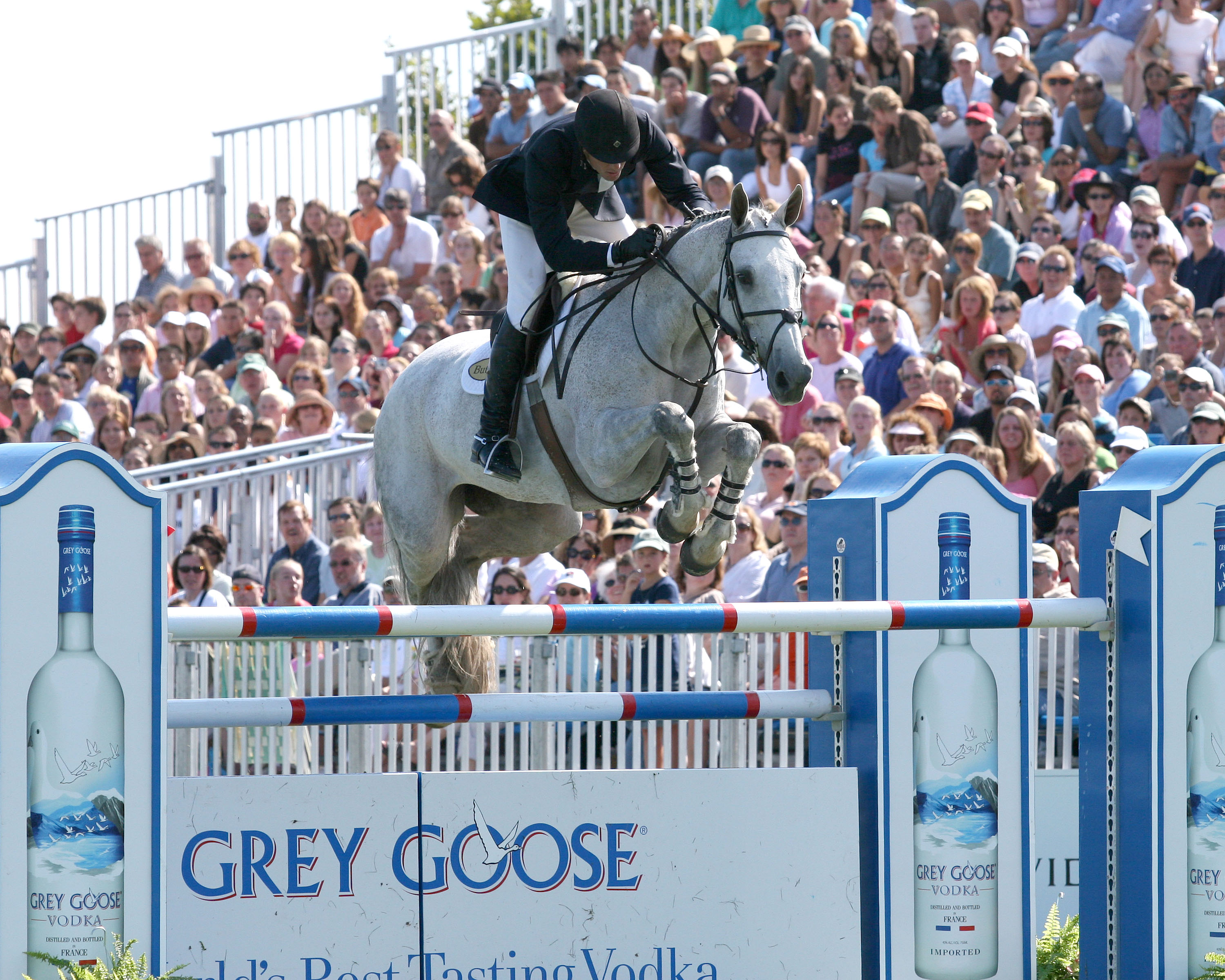
Iapă KWPN parcurge un obstacol la nivel de Grand Prix

Ca o garanție împotriva pierderii calității galopului la calul de dresaj și conformației, alurilor și maniabilității la calul de obstacole, materialul genetic continuă să circule liber între cele două tipuri.
KWPN are picioare lungi, dar solide, cu o linie superioară netedă și un cap uscățiv și expresiv. O serie de trăsături sunt de dorit, cum ar fi „liniile lungi” sau un cadru dreptunghiular, „proporțiile echilibrate” și atractivitatea. Cerințele pentru cele două tipuri diferă privind calitățile interioare dorite, dar și privind forma. Conturul exact al KWPN variază în funcție de genealogie.